# Louise Bours

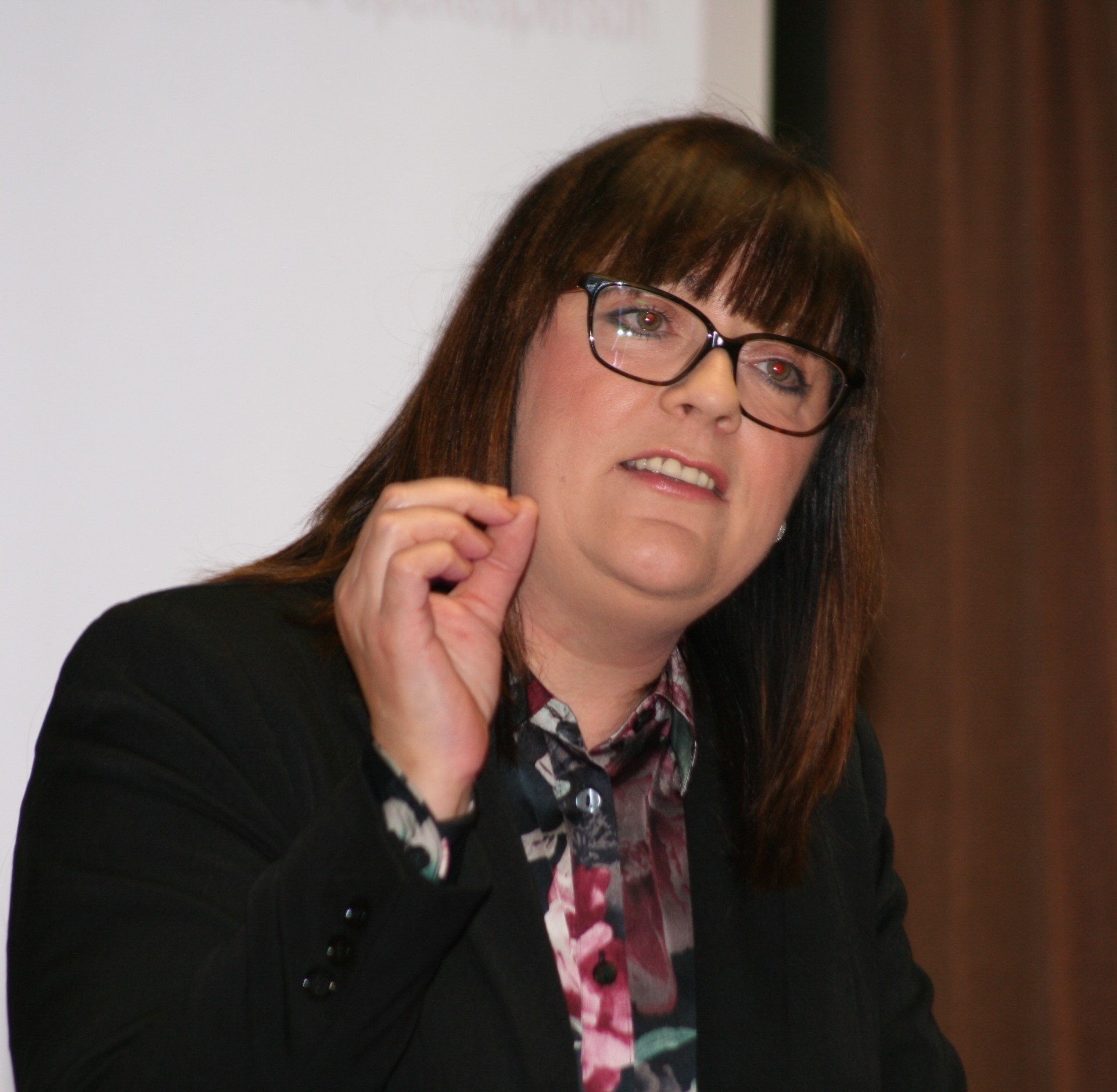
Louise Bours (2016)

Louise Bours (* 23. Dezember 1968 in Congleton, England) ist eine britische Schauspielerin und Politikerin.

## Leben
Bours lernte Schauspielerei am Mountview Conservatoire for the Performing Arts. Sie trat in vielen Fernsehserien auf wie Peak Practice, Grown Ups, Band of Gold und Brookside.
Von 2006 bis 2007 war sie Bürgermeisterin von Congleton und trat 2009 trat sie der UK Independence Party (UKIP) bei. Seit 2014 ist sie Abgeordnete im Europäischen Parlament. Dort ist sie Mitglied im Ausschuss für Kultur und Bildung und stellvertretendes Mitglied im Ausschuss für die Rechte der Frau und die Gleichstellung der Geschlechter. Im November 2018 verließ sie die Partei auf Grund des Rechtsrucks der UKIP.